# Kvismare kanal

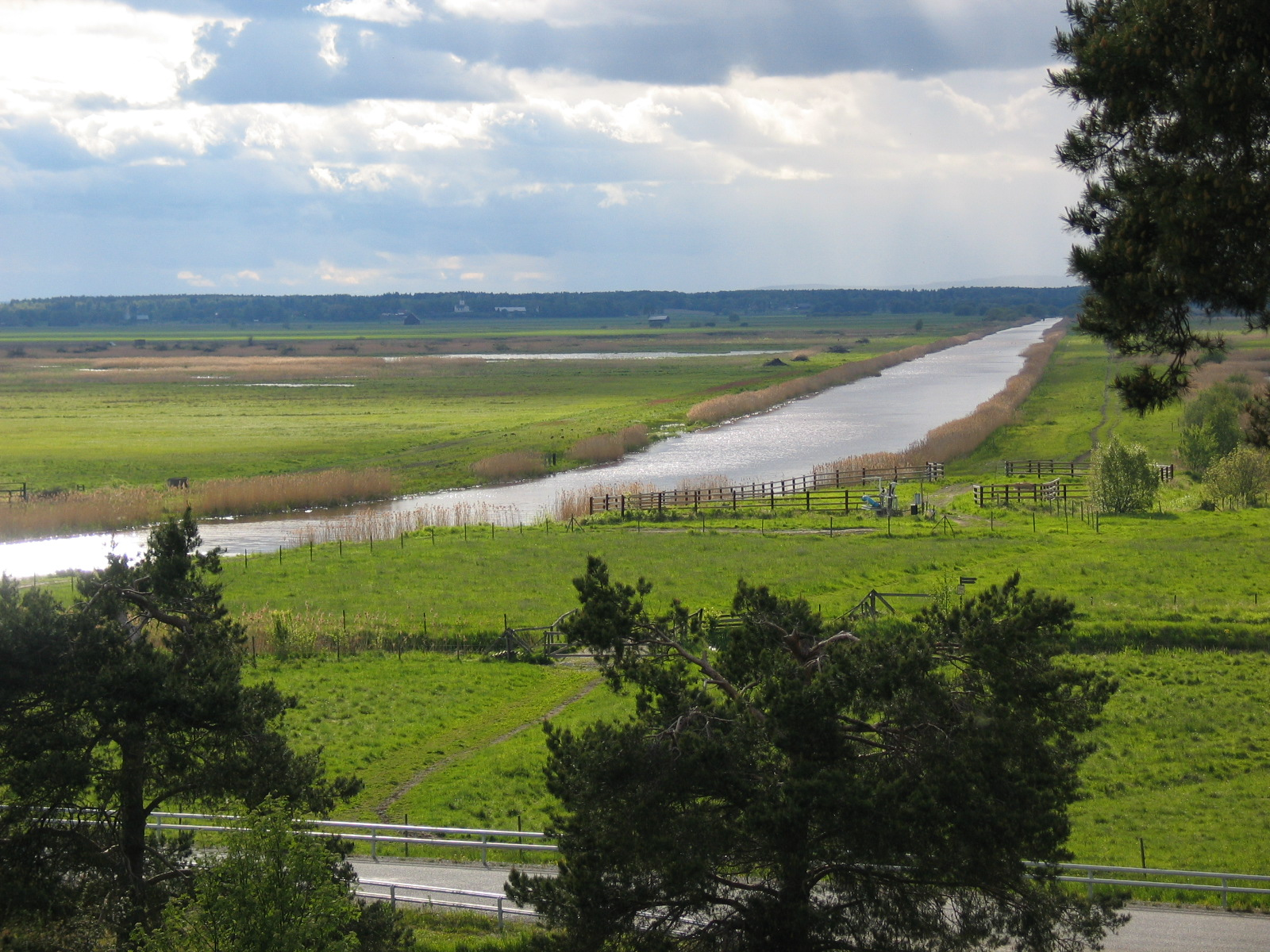
Kvismare kanal från Öby kulle år 2006

Kvismare kanal och Täljeån är ett vattendrag i Närke. Tidigare kallades hela vattendraget för Täljeån och så heter det fortfarande i sitt övre lopp. Söder om byn Almbro byter vattendraget namn till Kvismare kanal. Vattendraget är 71 kilometer långt och dess avrinningsområde täcker en yta om 791 kvadratkilometer, varav 38 procent utgörs av åkermark och 36 procent skogsmark. Medelvattenflödet vid mynningen är 7 kubikmeter per sekund. Kvismare kanal mynnar i Hjälmaren vid Segersjö, några kilometer öster om Odensbacken. Kvismare kanal / Täljeån är Närkes näst största egna å (störst är Svartån). Vattendraget ingår i Norrströms huvudavrinningsområde.

## Täljeån
Täljeån har sina källor vid Vibysjön norr om Vretstorp och Tivedssluttningarna, 60 m.ö.h.. Den rinner först norrut genom f.d. Skarbysjön vars rest idag kallas Älgasjön. I Täby socken ändras flödesriktningen österut. Kumlaån ansluter söderifrån norr om Kumla, ungefär där Mosjön tidigare låg. Vid Almbro övergår Täljeån i Kvismare kanal. Men även öster om Almbro finns delar kvar av Täljeåns slingrande förlopp kvar i landskapet, parallellt med kanalen.

## Kvismare kanal
Avsikten med att kanalisera Täljeåns nedre förlopp var att frigöra åkerjord och minska risken för översvämningar. Kanaliseringen var en del av den stora Hjälmarsänkningen 1878-1887. Genom kanaliseringen omvandlades sjöarna Mosjön och Östra och Västra Kvismaren till våtmarker. Kvismare kanal är 18,5 kilometer lång, har en bredd på 17 meter, och ett djup på 2,5 meter vid utloppet och 1,5 meter vid Kvismare järnvägsbro.
Arbetena påbörjades år 1879 med grävning vid Hummelsta, nära Odensbacken. Under de följande åren fortsatte muddringar mellan Hjälmaren och Östra Kvismaren. Därefter fortsatte man längre västerut genom norra delen av Östra Kvismaren, och södra delen av Västra Kvismaren. Därefter gick man vidare till Almbro, dit man nådde år 1885. Förutom muddring av vattendraget fick man även ta till invallningar och strandskoningar för att förhindra ny igenslamning av den nyss uppgrävda kanalen. Muddermassorna fick ofta flyttas långt från kanalen för att de inte skulle åter falla ner. Vid muddringen av Kvismaredalen muddrades mer än 26 000 kubikmeter slam, vilket utgör mer än hälften av allt det slam som muddrades i samband med Hjälmarsänkningen.
Nya broar fick byggas vid Segersjö, Odensbacken, Köpberga, Via, Tybble och Ökna. De förstnämnda två broarna var av järn, och öppningsbara till en fartygsbredd på 6,5 m. Bottenbredden på kanalen var från början 16,3–17.8 m. Vid utloppet har den ett djup på 2,5 m, och vid f.d. Kvismare järnvägsbro är djupet 1,5 m. Uppströms denna järnvägsbro är kanalen smalare.

## Fartygstrafik på Kvismare kanal
Pråmar kunde bogseras upp i höjd med Nynäs säteri. Under de första tiotalet åren efter kanalens öppnande, transporteras lantbruksprodukter på kanalen. I takt med bilismen framväxt har kanalens användande för transporter avtagit, och upphörde helt vid början av 1950-talet.
Vid Kvismare station, belägen vid Norra Östergötlands Järnvägars korsning med kanalen, kunde omlastning av gods ske mellan järnväg och båttrafik på kanalen. Svängbroarna vid Odensbacken och Segersjö möjliggjorde fri passage för båttrafiken mellan Kvismare station och Hjälmaren.

### Oden
Fartyget Oden byggdes 1914 för trafik på Kvismare kanal. Fartyget var i bruk på kanalen fram till någon gång på 1920-talet. Den såldes då till en skeppare på Vinön. Efter ytterligare ägarbyten var båten på 1970-talet i dåligt skick. 1994 inköptes den av Kvarnbacksföreningen, som verkställt en omfattande renovering, innefattande motorbyte. Några år senare kunde Oden återinvigas.
Då trafiken idag begränsas av Köpbergabron mellan Odensbacken och Segersjö, kan Oden numera inte trafikera Kvismare kanal uppströms Köpbergabron. Bron tillåter endast fartyg med en maximal höjd om 2 meter.

## Bildgalleri

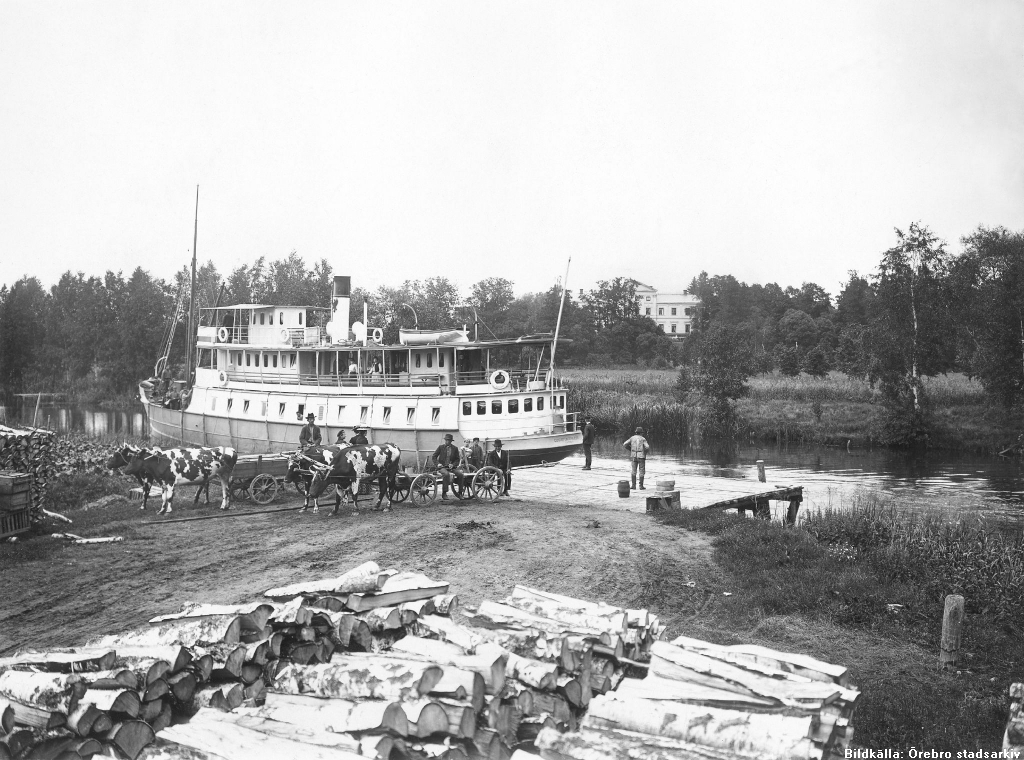
Fartyget Gustaf Lagerbjelke på Kvismare kanal vid Segersjö
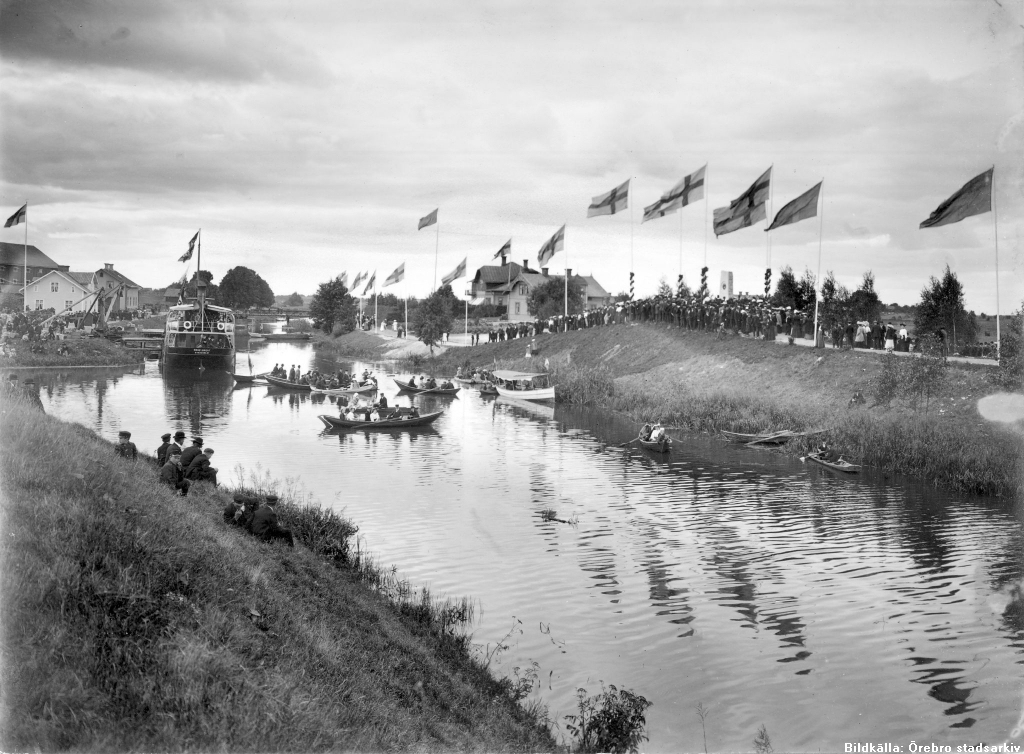
Avtäckning av Djurklou-monumentet år 1909
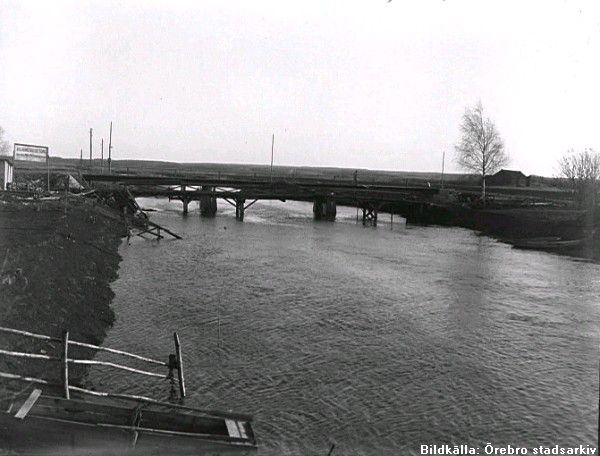
Byggnation av järnvägsbro vid Kvismare kanal
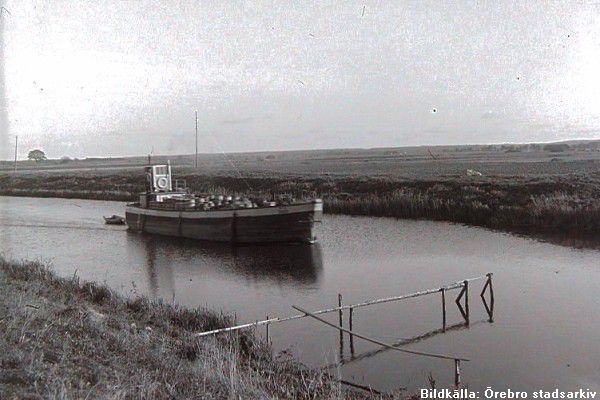
Kvismare kanal cirka 1930
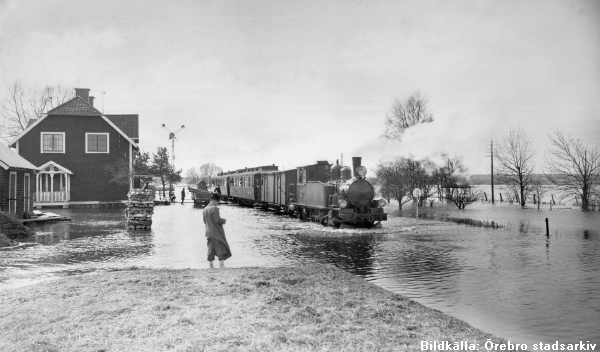
Översvämning vid Kvismare station våren 1937